# GR 72

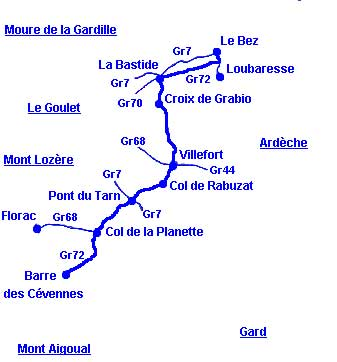
Der Verlauf des GR 72

Der GR 72 ist ein französischer Fernwanderweg in den Cevennen, einem Teil des französischen Zentralmassivs. Der Weg führt durch die Départements Ardèche und Lozère und ist Teil des GR-Fernwanderwegenetzes. Er beginnt am Col du Bez bei Loubaresse und endet in Barre-des-Cévennes in der Nähe des Mont Aigoual.

## Verlauf des Weges
- Saint-Laurent-les-Bains
- l’Abbaye Notre-Dame-des-Neiges
- La Bastide-Puylaurent
- Le Thort
- Prévenchères
- Albespeyres
- La Garde Guérin
- Villefort
- le Mas de la Barque
- le Mont Lozère
- le Col de Rabuzat
- le Pont du Tarn
- le Col de la Planette
- Cassagnas